# 第65回全日本大学バスケットボール選手権大会
東日本大震災復興支援 第65回全日本大学バスケットボール選手権大会（ひがしにほんだいしんさいふっこうしえん だい65かい ぜんにほんだいがくバスケットボールせんしゅけんたいかい）は、2013年11月19日から24日（女子）ならびに11月26日から12月1日（男子）まで山口県周南市（女子）ならびに東京都渋谷区、大田区（男子）で行われた全日本大学バスケットボール選手権大会。

## 日程
女子
- 11月19日 - 女子1回戦
- 11月20日 - 女子1回戦
- 11月21日 - 女子2回戦
- 11月22日 - 女子準々決勝
- 11月23日 - 女子5～8位決定戦・女子準決勝
- 11月24日 - 女子順位決定戦・女子決勝・女子閉会式

男子
- 11月26日 - 男子1回戦
- 11月27日 - 男子1回戦・男子2回戦
- 11月28日 - 男子2回戦
- 11月29日 - 男子準々決勝
- 11月30日 - 男子5～8位決定戦・男子準決勝
- 12月1日 - 男子順位決定戦・男子決勝・男子閉会式

## 会場
男子
- 代々木第二体育館
- 大田区総合体育館

女子
- キリンビバレッジ周南総合スポーツセンター

## 出場校

### 男子
北海道・東北
- 北海道1位 札幌大学（28年連続41回目）
- 北海道2位 北海道教育大学岩見沢校（7年ぶり5回目）
- 東北1位 東北学院大学（4年ぶり48回目）
- 東北2位 岩手大学（2年連続11回目）

関東
- 関東1位 東海大学（14年連続21回目）
- 関東2位 青山学院大学（31年連続37回目）
- 関東3位 明治大学（20年連続60回目）
- 関東4位 拓殖大学（5年連続41回目）
- 関東5位 筑波大学（65年連続65回目）
- 関東6位 白鷗大学（3年連続5回目）
- 関東7位 専修大学（29年連続48回目）
- 関東8位 大東文化大学（4年連続22回目）
- 関東9位 早稲田大学（14年連続58回目）
- 関東10位 中央大学（2年ぶり55回目）
- 関東11位 慶應義塾大学（2年ぶり56回目）
- 関東12位 国士舘大学（5年ぶり16回目）

北信越・東海
- 北信越1位 富山大学（4年連続5回目）
- 北信越2位 新潟医療福祉大学（5年ぶり2回目）
- 東海1位 愛知学泉大学（26年連続26回目）
- 東海2位 中京大学（4年連続49回目）
- 東海3位 常葉大学（10年連続13回目）

近畿
- 関西1位 天理大学（7年連続18回目）
- 関西2位 近畿大学（2年連続48回目）
- 関西3位 京都産業大学（2年ぶり41回目）
- 関西4位 大阪学院大学（2年連続4回目）
- 関西5位 同志社大学（3年連続55回目）

中国・四国
- 中国1位 広島大学（2年連続20回目）
- 中国2位 倉敷芸術科学大学（2年ぶり8回目）
- 四国1位 愛媛大学（2年連続12回目）

九州
- 九州1位 日本経済大学（4年連続4回目）
- 九州2位 鹿屋体育大学（8年連続21回目）
- 九州3位 東海大学九州（3年連続12回目）

### 女子
北海道・東北
- 北海道1位 札幌大学（14年連続26回目）
- 東北1位 山形大学（9年連続29回目）
- 東北2位 富士大学（10年ぶり4回目）

関東
- 関東1位 白鷗大学（18年連続18回目）
- 関東2位 松蔭大学（12年連続12回目）
- 関東3位 早稲田大学（23年連続25回目）
- 関東4位 拓殖大学（9年連続13回目）
- 関東5位 専修大学（30年連続30回目）
- 関東6位 筑波大学（59年連続59回目）
- 関東7位 順天堂大学（3年連続8回目）
- 関東8位 東京医療保健大学（2年連続2回目）
- 関東9位 國學院大学（3年連続4回目）
- 関東10位 日本体育大学（3年連続58回目）
- 関東11位 東京学芸大学（2年連続37回目）

北信越
- 北信越1位 新潟医療福祉大学（8年連続8回目）
- 北信越2位 北陸学院大学（初出場）

東海
- 東海1位 愛知学泉大学（33年連続56回目）
- 東海2位 桜花学園大学（17年連続19回目）
- 東海3位 中部学院大学（3年連続4回目）

近畿
- 関西1位 大阪体育大学（44年連続44回目）
- 関西2位 大阪人間科学大学（37年連続37回目）
- 関西3位 立命館大学（2年連続18回目）
- 関西4位 奈良産業大学（2年連続2回目）
- 関西5位 武庫川女子大学（29年連続48回目）
- 関西6位 天理大学（3年ぶり34回目）

中国・四国
- 中国1位 倉敷芸術科学大学（初出場）
- 中国2位 環太平洋大学（5年連続5回目）
- 中国3位 広島大学（19年連続35回目）
- 四国1位 愛媛大学（30年ぶり4回目）

九州
- 九州1位 西南女学院大学（2年連続10回目）
- 九州2位 鹿屋体育大学（21年連続26回目）
- 九州3位 福岡教育大学（2年ぶり30回目）

## 試合結果
男子
- Y…代々木第二体育館
- O…大田区総合体育館

女子
- K…キリンビバレッジ周南総合スポーツセンター（A・B）

### 男子
1回戦
| 日時      | Y                                 | O                                 |
| --------- | --------------------------------- | --------------------------------- |
| 26日10:00 | 東北学院大 66 - 92 中央大         | 富山大 95 - 70 岩手大             |
| 26日11:40 | 国士舘大 72 - 59 近畿大           | 新潟医療福祉大 54 - 80 愛知学泉大 |
| 26日13:20 | 慶應義塾大 96 - 64 京都産業大     | 大東文化大 66 - 59 大阪学院大     |
| 26日15:00 | 明治大 82 - 50 北海道教育大岩見沢 | 常葉大 79 - 82 専修大             |
| 26日16:40 | 同志社大 63 - 103 青山学院大      | 白鷗大 132 - 47 愛媛大            |
| 26日18:20 | 東海大 74 - 40 広島大             | 鹿屋体育大 73 - 97 筑波大         |
| 27日10:00 | 倉敷芸術科学大 49 - 102 早稲田大  | ー                                |
| 27日11:40 | 中京大 68 - 53 日本経済大         | ー                                |
| 27日13:20 | 拓殖大 92 - 62 札幌大             | ー                                |
| 27日15:00 | 東海大九州 60 - 68 天理大         | ー                                |

2回戦
| 日時      | Y                          |
| --------- | -------------------------- |
| 27日16:40 | 富山大 94 - 105 専修大     |
| 27日18:20 | 大東文化大 59 - 85 筑波大  |
| 28日10:00 | 白鷗大 83 - 69 愛知学泉大  |
| 28日11:40 | 拓殖大 77 - 71 早稲田大    |
| 28日13:20 | 中京大 61 - 78 天理大      |
| 28日15:00 | 明治大 80 - 67 国士舘大    |
| 28日16:40 | 中央大 70 - 104 青山学院大 |
| 28日18:20 | 東海大 84 - 73 慶應義塾大  |

準々決勝
| 日時      | Y                         |
| --------- | ------------------------- |
| 29日11:55 | 拓殖大 77 - 51 天理大     |
| 29日13:50 | 明治大 69 - 63 筑波大     |
| 29日15:40 | 白鷗大 74 - 82 青山学院大 |
| 29日17:30 | 東海大 77 - 64 専修大     |

5～8位決定戦
| 日時      | Y                     |
| --------- | --------------------- |
| 30日12:00 | 筑波大 56 - 60 白鷗大 |
| 30日13:40 | 専修大 66 - 56 天理大 |

準決勝
| 日時      | Y                         |
| --------- | ------------------------- |
| 30日15:40 | 明治大 59 - 56 青山学院大 |
| 30日17:30 | 東海大 70 - 61 拓殖大     |

7位決定戦
| 日時     | Y                     |
| -------- | --------------------- |
| 1日11:00 | 天理大 43 - 67 筑波大 |

5位決定戦
| 日時     | Y                     |
| -------- | --------------------- |
| 1日12:40 | 専修大 70 - 65 白鷗大 |

3位決定戦
| 日時     | Y                         |
| -------- | ------------------------- |
| 1日14:30 | 拓殖大 59 - 86 青山学院大 |

決勝
| 日時     | Y                     |
| -------- | --------------------- |
| 1日16:20 | 東海大 73 - 54 明治大 |

### 女子
1回戦
| 日時      | KA                                | KB                             |
| --------- | --------------------------------- | ------------------------------ |
| 19日13:00 | 中部学院大 56 - 62 順天堂大       | 日本体育大 118 - 55 愛媛大     |
| 19日14:40 | 國學院大 60 - 75 西南女学院大     | 広島大 76 - 69 富士大          |
| 19日16:20 | 東京医療保健大 85 - 63 環太平洋大 | 鹿屋体育大 61 - 63 立命館大    |
| 19日18:00 | 天理大 44 - 65 山形大             | 筑波大 47 - 70 奈良産業大      |
| 20日13:00 | 東京学芸大 73 - 77 大阪人間科学大 | 愛知学泉大 91 - 61 北陸学院大  |
| 20日14:40 | 拓殖大 83 - 68 新潟医療福祉大     | 倉敷芸術科学大 74 - 102 専修大 |
| 20日16:20 | 武庫川女子大 57 - 93 早稲田大     | 桜花学園大 56 - 81 白鷗大      |
| 20日18:00 | 大阪体育大 101 - 68 福岡教育大    | 松蔭大 90 - 58 札幌大          |

2回戦
| 日時      | KA                                  | KB                        |
| --------- | ----------------------------------- | ------------------------- |
| 21日13:00 | 西南女学院大 74 - 70 大阪人間科学大 | 愛知学泉大 84 - 69 広島大 |
| 21日14:40 | 拓殖大 98 - 83 順天堂大             | 日本体育大 60 - 73 専修大 |
| 21日16:20 | 東京医療保健大 51 - 67 早稲田大     | 奈良産業大 70 - 96 白鷗大 |
| 21日18:00 | 大阪体育大 83 - 63 山形大           | 松蔭大 83 - 63 立命館大   |

準々決勝
| 日時      | K                               |
| --------- | ------------------------------- |
| 22日13:00 | 拓殖大 83 - 104 早稲田大        |
| 22日14:40 | 松蔭大 74 - 64 専修大           |
| 22日16:20 | 愛知学泉大 75 - 78 白鷗大       |
| 22日18:00 | 大阪体育大 83 - 61 西南女学院大 |

5～8位決定戦
| 日時      | K                           |
| --------- | --------------------------- |
| 23日12:00 | 専修大 65 - 50 愛知学泉大   |
| 23日13:40 | 西南女学院大 72 - 75 拓殖大 |

準決勝
| 日時      | K                           |
| --------- | --------------------------- |
| 23日15:30 | 松蔭大 79 - 70 白鷗大       |
| 23日17:20 | 大阪体育大 69 - 65 早稲田大 |

7位決定戦
| 日時     | K                                     |
| -------- | ------------------------------------- |
| 24日9:00 | 西南女学院大 61 - 63 愛知学泉大（OT） |

5位決定戦
| 日時      | K                     |
| --------- | --------------------- |
| 24日10:40 | 拓殖大 70 - 67 専修大 |

3位決定戦
| 日時      | K                       |
| --------- | ----------------------- |
| 24日12:30 | 早稲田大 68 - 85 白鷗大 |

決勝
| 日時      | K                         |
| --------- | ------------------------- |
| 24日14:20 | 大阪体育大 78 - 82 松蔭大 |

## 順位
| 順位   | 男子         | 男子         | 女子           | 女子         |
| 順位   | 大学名       | 備考         | 大学名         | 備考         |
| ------ | ------------ | ------------ | -------------- | ------------ |
| 優勝   | 東海大学     | 2年連続4回目 | 松蔭大学       | 8年ぶり2回目 |
| 準優勝 | 明治大学     |              | 大阪体育大学   |              |
| 3位    | 青山学院大学 |              | 白鷗大学       |              |
| 4位    | 拓殖大学     |              | 早稲田大学     |              |
| 5位    | 専修大学     |              | 拓殖大学       |              |
| 6位    | 白鷗大学     |              | 専修大学       |              |
| 7位    | 筑波大学     |              | 愛知学泉大学   |              |
| 8位    | 天理大学     |              | 西南女学院大学 |              |

## 表彰
| タイトル     | 男子                               | 男子              | 男子                        | 女子       | 女子                | 女子                        |
| タイトル     | 選手名                             | 所属              | 備考                        | 選手名     | 所属                | 備考                        |
| ------------ | ---------------------------------- | ----------------- | --------------------------- | ---------- | ------------------- | --------------------------- |
| 得点王       | ジョブ・チェイカ・アハマド・バンバ | 拓殖大№23、1年    | 142点                       | 篠崎澪     | 松蔭大№5、4年       | 126点                       |
| 3P王         | ジョブ・チェイカ・アハマド・バンバ | 拓殖大№23、1年    | 16本                        | 五十嵐えり | 松蔭大№6、4年       | 14本                        |
| リバウンド王 | ジョブ・チェイカ・アハマド・バンバ | 拓殖大№23、1年    | OFF19REB DEF69REB 合計88REB | 出水田理絵 | 大阪体育大№11、3年  | OFF25REB DEF50REB 合計75REB |
| アシスト王   | 藤井祐眞                           | 拓殖大№40、4年    | 21本                        | 落合里泉   | 白鷗大№4、4年       | 23本                        |
| 優秀選手     | ザック・バランスキー               | 東海大№10、3年    |                             | 五十嵐えり | 松蔭大№6、4年       |                             |
| 優秀選手     | 須田侑太郎                         | 東海大№51、4年    |                             | 内野智香英 | 松蔭大№8、3年       |                             |
| 優秀選手     | 西川貴之                           | 明治大№22、4年    |                             | 出水田理絵 | 大阪体育大№11、3年  |                             |
| 優秀選手     | 野本建吾                           | 青山学院大№7、3年 |                             | 落合里泉   | 白鷗大№4、4年       |                             |
| 優秀選手     | 藤井祐眞                           | 拓殖大№40、4年    |                             | 本多真実   | 早稲田大№9、4年     |                             |
| MIP          | 田中大貴                           | 東海大№24、4年    |                             | 川原ゆい   | 西南女学院大№4、4年 |                             |
| 敢闘賞       | 安藤誓哉                           | 明治大№16、3年    |                             | 落合千里   | 大阪体育大№8、3年   |                             |
| MVP          | 田中大貴                           | 東海大№24、4年    |                             | 篠崎澪     | 松蔭大№5、4年       |                             |